# 焼印

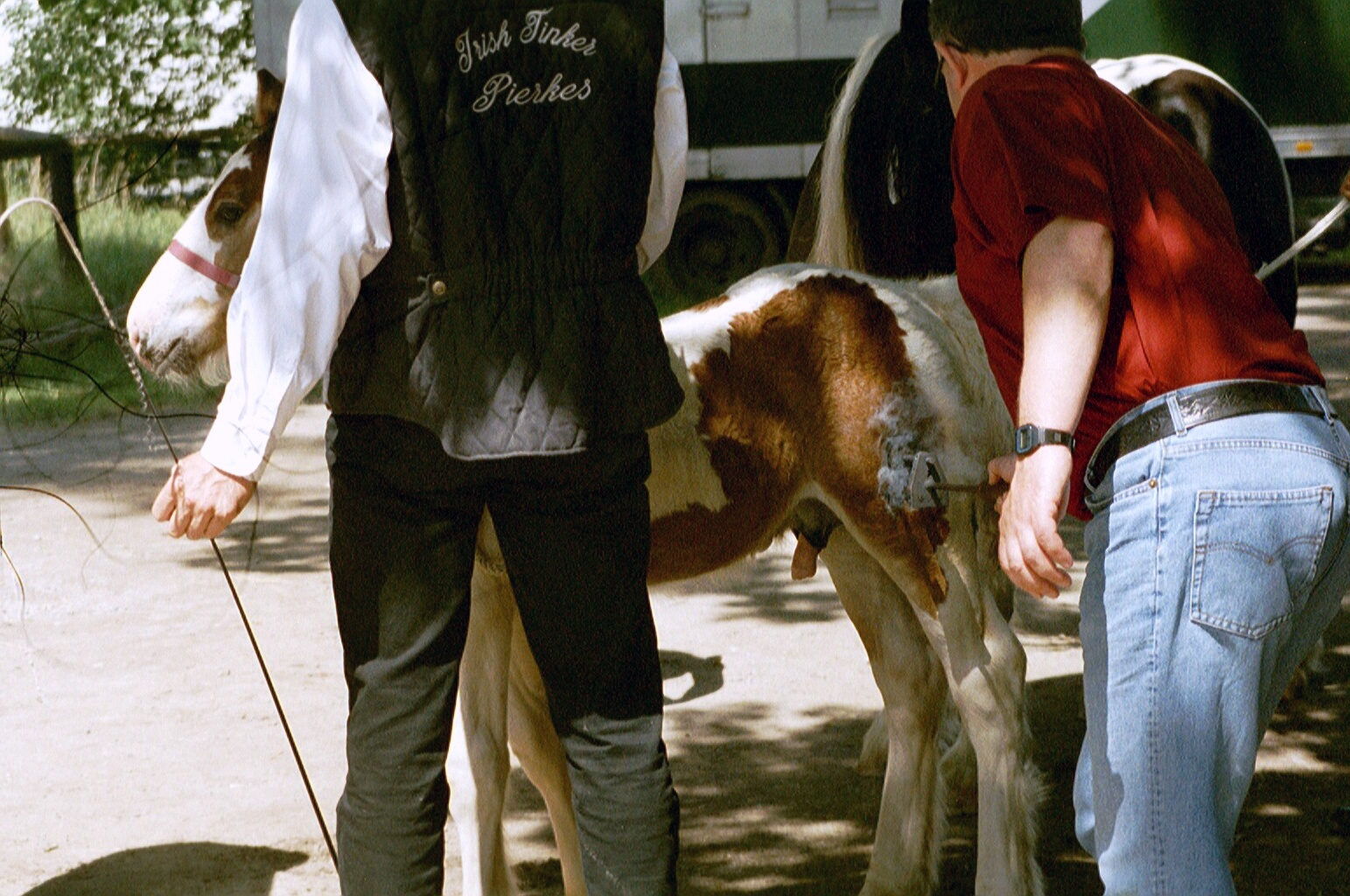
焼印を押している風景

焼印（やきいん 英: brand ブランド）とは、高温に熱した金具（焼きごて）を用いて、木製品、食品、動物・ヒトの皮膚などに印を付けることである。烙印（らくいん）ともいう。以下、主に皮膚に行う焼印について述べる。

## 概要
特に人間に対する焼印は刑罰として行われる。このため、一生涯にわたって払拭されない汚名を受けることを意味する「烙印を押される」という慣用句がある。家畜に対しては、所有者を明確にするためにロゴを焼印していたため、転じてブランド（焼印）が商品ブランドを意味するようになった。
宗教登山が盛んな富士山や御嶽山では、宗教登山に使用される木製の金剛杖に焼印を有料で押印するサービスが山小屋ごとに行われている。また、蒲鉾や饅頭などの食品に文字や模様を入れるためにも焼印は多用される。木製品には管理用の文字や模様を入れるための焼印も多い。

## 原理
ヒトや動物の皮膚の再生能力には限界があるため、火傷すると治癒した後も痕跡が残る。これを利用して皮膚に印をつける。刺青と同じように永続的な識別を目的としている。刺青に比べて費用が安く手間がかからない反面、苦痛や感染症のリスクが高く罪人や家畜の管理に用いられることが多い。現在ではヒトに用いることは人権を犯すことだと考えられている。年月が立つと新陳代謝などで印が多少薄れる。

## 方法
金属板などを熱して皮膚に押し付け火傷させる。

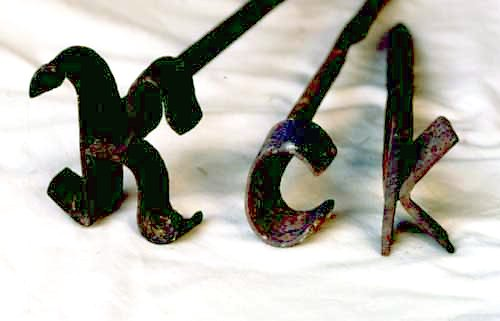
ブランディングアイロン
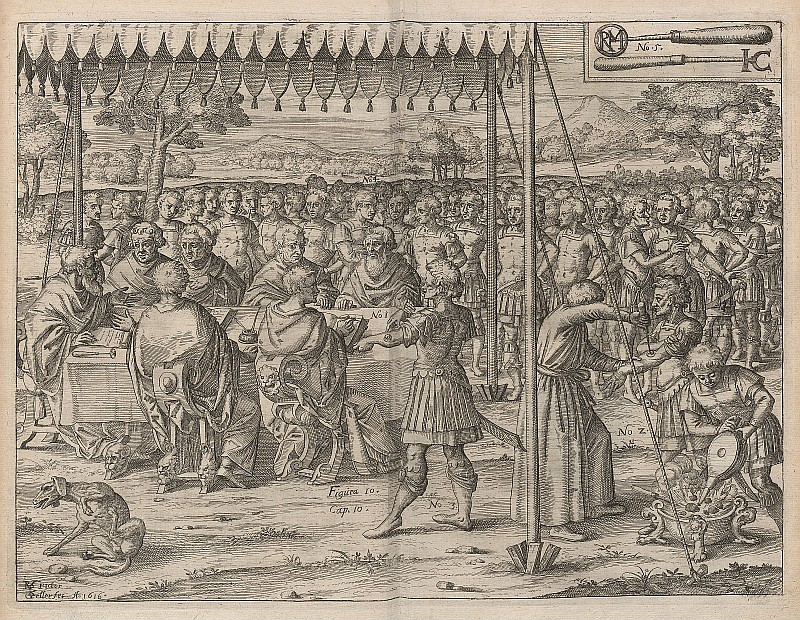
烙印の様子
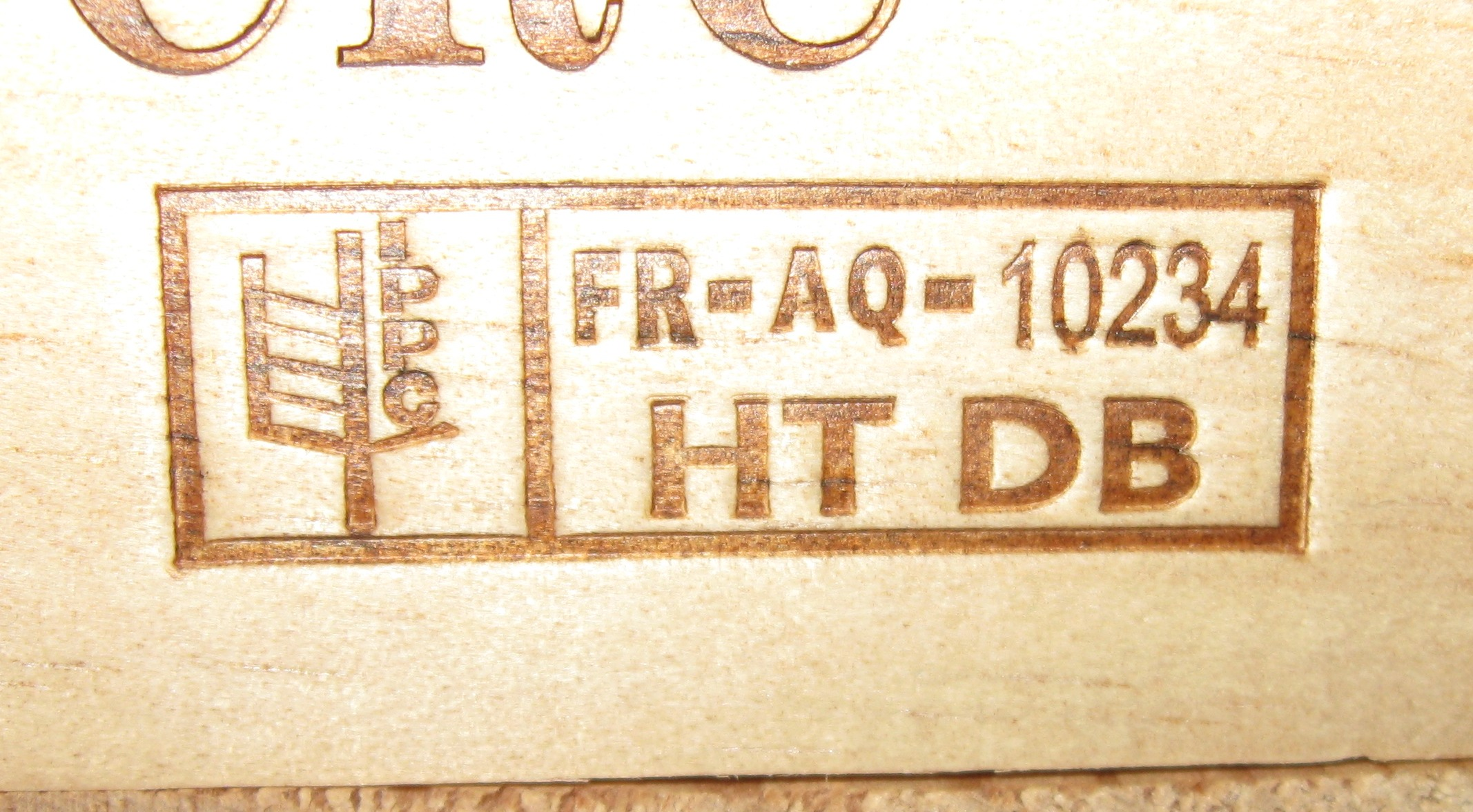
国際貨物に使われる梱包用木材に押された焼印。燻蒸など防疫処理が施されたことを証明するもの

## 凍結烙印

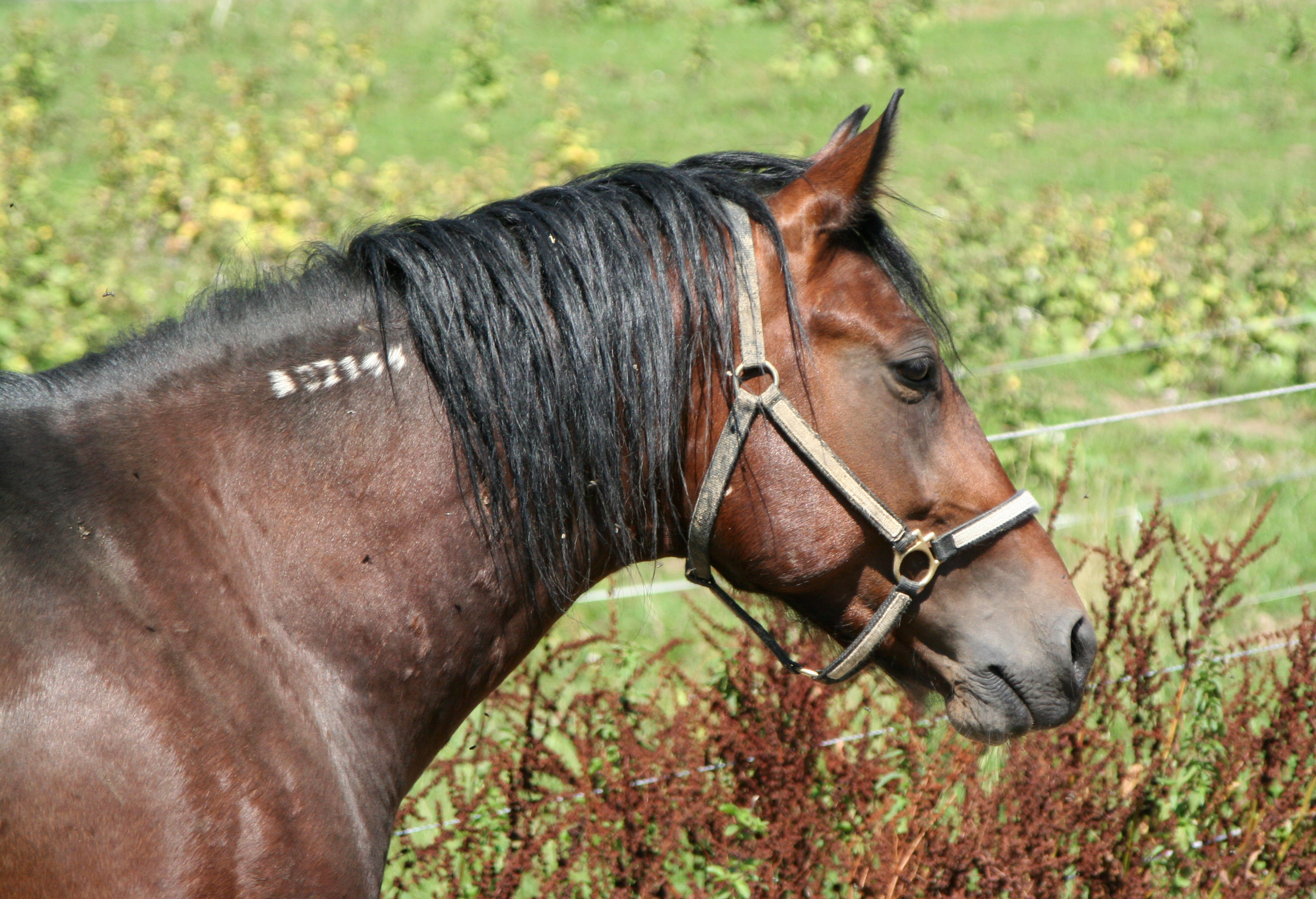
馬における凍結烙印

伝統的な焼印に対して、ドライアイスまたは液体窒素を使用した凍結烙印という方法がある。これは動物の個体識別に使用する。この方法は焼印のように火傷を引き起こさせると言うよりむしろ、色素を産生する有色細胞を損傷させる。そして烙印が使用された場所は、毛色が白く変色する。凍結烙印を行う際は皮膚が露出するように、被毛が剃られる。そして凍った鉄は動物の種や被毛の色によって異なった時間皮膚に押しつけられる。馬の場合は一般に肩に烙印が押される。凍結烙印は焼き印と比較して、動物の苦痛がより少ないとされる。凍結焼金は冷却剤に浸される。皮膚には99%のアルコールが吹き付けられ、凍結焼金は数秒間皮膚に押しつけられる。凍結焼金が皮膚から外された直後には、刻まれた模様を見ることができる。しかし数秒の内に模様は消える。その後数分以内に腫れた皮膚として再び模様が現れる。そして3-4週間で模様は定着し、以後生涯変わることがない。

## 歴史
紀元前2700年頃の古代エジプトにまでさかのぼる。古代ローマ時代では、管理記号として害獣から家畜を守る呪文が使用された。
こういった記号を用いることで、共有放牧地でも所有権を主張できる効果があった。管理者や団体は、所有する家畜とブランドをまとめた本ブランドブックを所有し、売買では売渡証を渡して所有権を放棄した。売渡証を持っていない場合は盗んだものとして処罰された。
皮革産業においては、価格を下げる理由ともなる。こういったことから、皮革産業の置いては、ブランドについての用語がいくつかある。コロラドブランドは胴体についた焼印のことでコロラド州とは直接は関係ない。Butt branded は、お尻の部分に押されたもの。cleanskin は、焼印のない状態を意味する。
私有地での放牧が多くなったことと、マイクロチップが開発されてからは、こういった焼印は施されなくなってきている。